# Photocathode

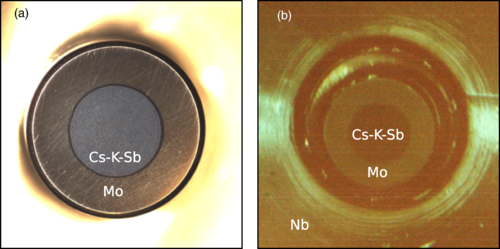
Photographie de photocathode

Une photocathode est une électrode à charge négative (une cathode) recouverte d'un matériau capable de libérer des électrons par émission secondaire lorsqu'il est soumis à un rayonnement de photons. Elle est généralement utilisée pour la détection de lumière.

## Présentation
Une photocathode est principalement caractérisée par son rendement quantique d'émission, qui dépend fortement de l'énergie du rayonnement incident sur la photocathode. D'autres paramètres tels que sa stabilité chimique, ou sa robustesse à la pollution par des impuretés issus de son milieu, sont aussi des éléments de choix.  
On trouve de nombreux matériaux susceptibles de servir de base à des photocathodes. Parmi les plus communs on trouve notamment l'or, le CsI, GaN... Ces matériaux ne présentent pas tous les mêmes caractéristiques et sont choisis en fonction des besoins.

## Utilisation
Les photocathodes sont principalement utilisées au sein de photomultiplicateurs. Elles sont aussi utilisées dans les tubes de vision nocturne, streak tubes, bref dans tous les détecteurs qui transforment la lumière en électrons.